# Gndevank
Gndevank (en arménien Գնդեվանք) est un monastère arménien situé dans le marz de Vayots Dzor, communauté rurale de Gndevaz, non loin de la ville de Djermouk. Le complexe monastique a principalement été construit au Xe siècle. Le bâtiment le plus imposant est l'église, avec son gavit. Il reste quelques khatchkars à côté de l'église.

## Situation géographique
Pour des articles plus généraux, voir Vayots Dzor et Syunik.
Le monastère est situé dans le marz de Vayots Dzor, communauté rurale de Gndevaz, non loin de la ville de Djermouk. Il est niché dans la vallée de l'Arpa (rive gauche), appelée en cet endroit « val des grandes orgues », d'après les orgues basaltiques proches du site.

## Histoire
Le monastère est fondé en 936 par Sophie, épouse de Smbat Ier de Siounie orientale, qui aurait dit à son sujet : « Le Vayots Dzor était un anneau sans joyau, mais j'ai construit ceci comme le joyau de cet anneau. » On sait peu de choses au sujet de l'histoire de ce monastère. Une restauration partielle a été menée à l'époque soviétique, de 1965 à 1969, après un séisme ; elle n'a cependant jamais été parachevée.

## Bâtiments
Pour un article plus général, voir Architecture arménienne.

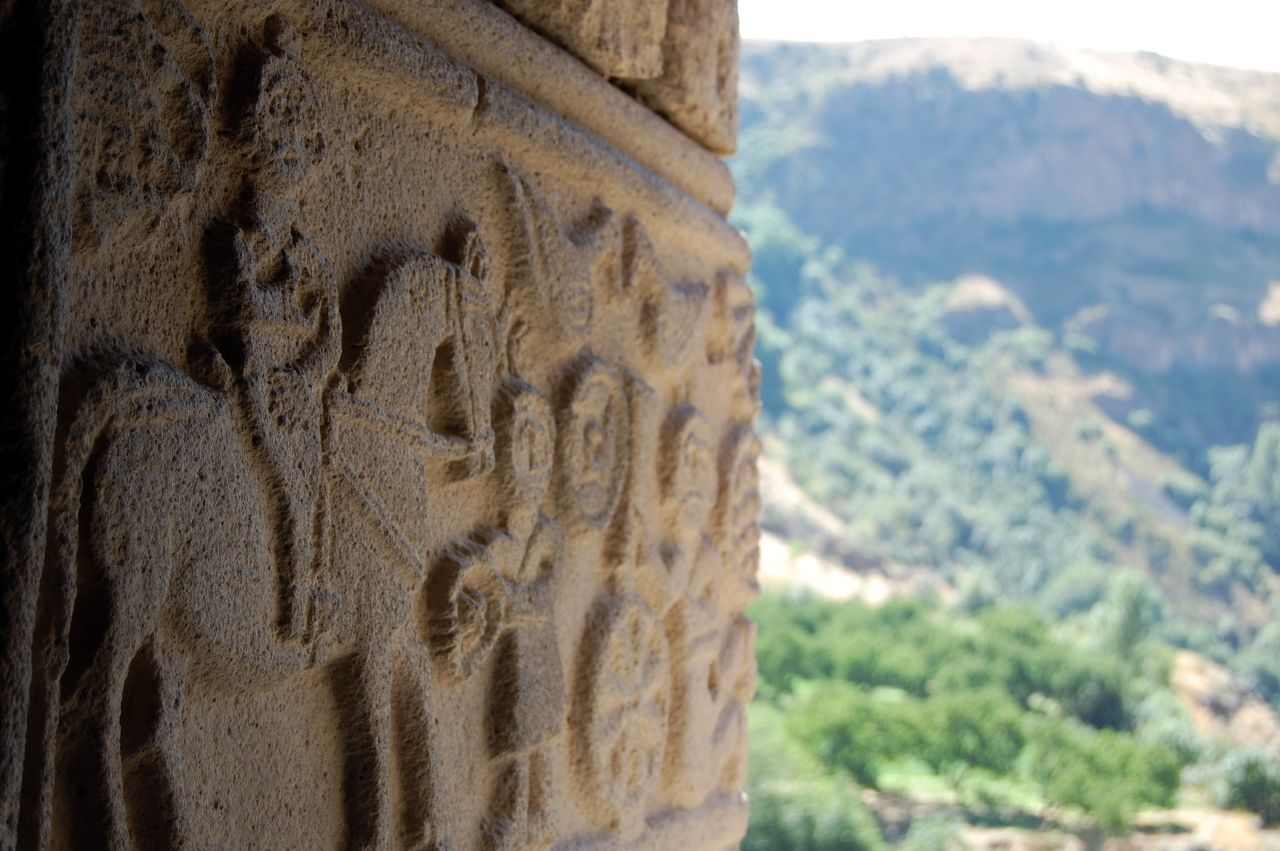
Sculptures de l'église.

Érigée en 936, l'église du monastère est dédiée selon les sources aux Saints-Martyrs ou à Saint-Étienne. Il s'agit d'une tétraconque semi-libre dotée d'une abside orientale en basalte flanquée de deux chapelles d'angle, surmontée d'un tambour circulaire et d'un dôme cônique. Selon l'historien du XIIIe siècle Stépanos Orbélian, son intérieur était décoré de peintures murales du Xe siècle, œuvres d'un dénommé Yéghiché. Son décor extérieur se résume à la présence de niches.
Un gavit lui est adjoint en 999 sous le supérieur Kristapor. Son plan est rendu peu commun par la présence de deux salles au nord, dont l'une servait vraisemblablement de matenadaran (« bibliothèque »).
Le reste du site est constitué d'un réfectoire contigu à ces deux premiers bâtiments, de cellules et d'autres bâtiments monastiques, ainsi que de remparts, le tout datant du XVIIe siècle ; plusieurs khatchkars sont également présents.

## Gallery

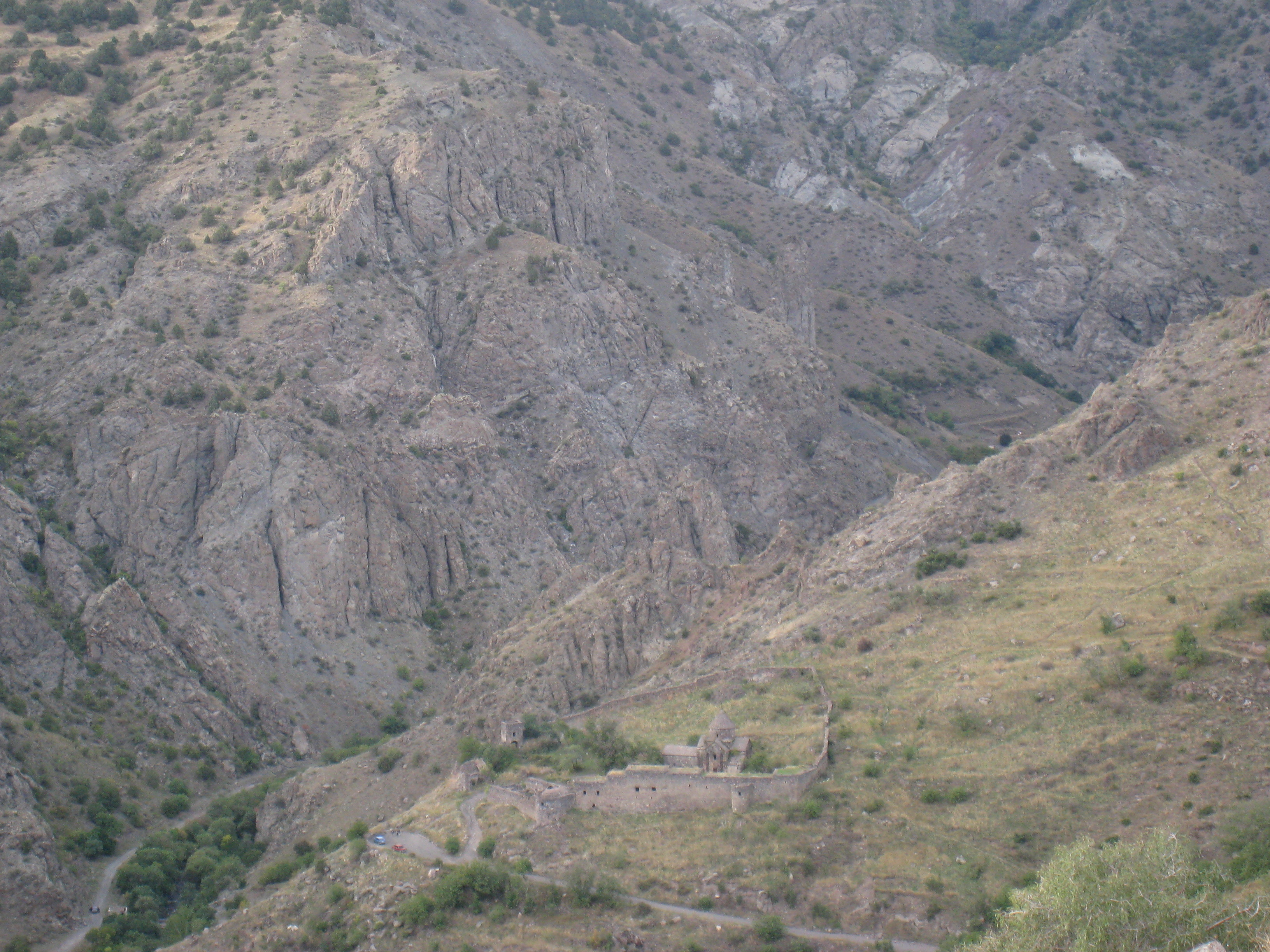
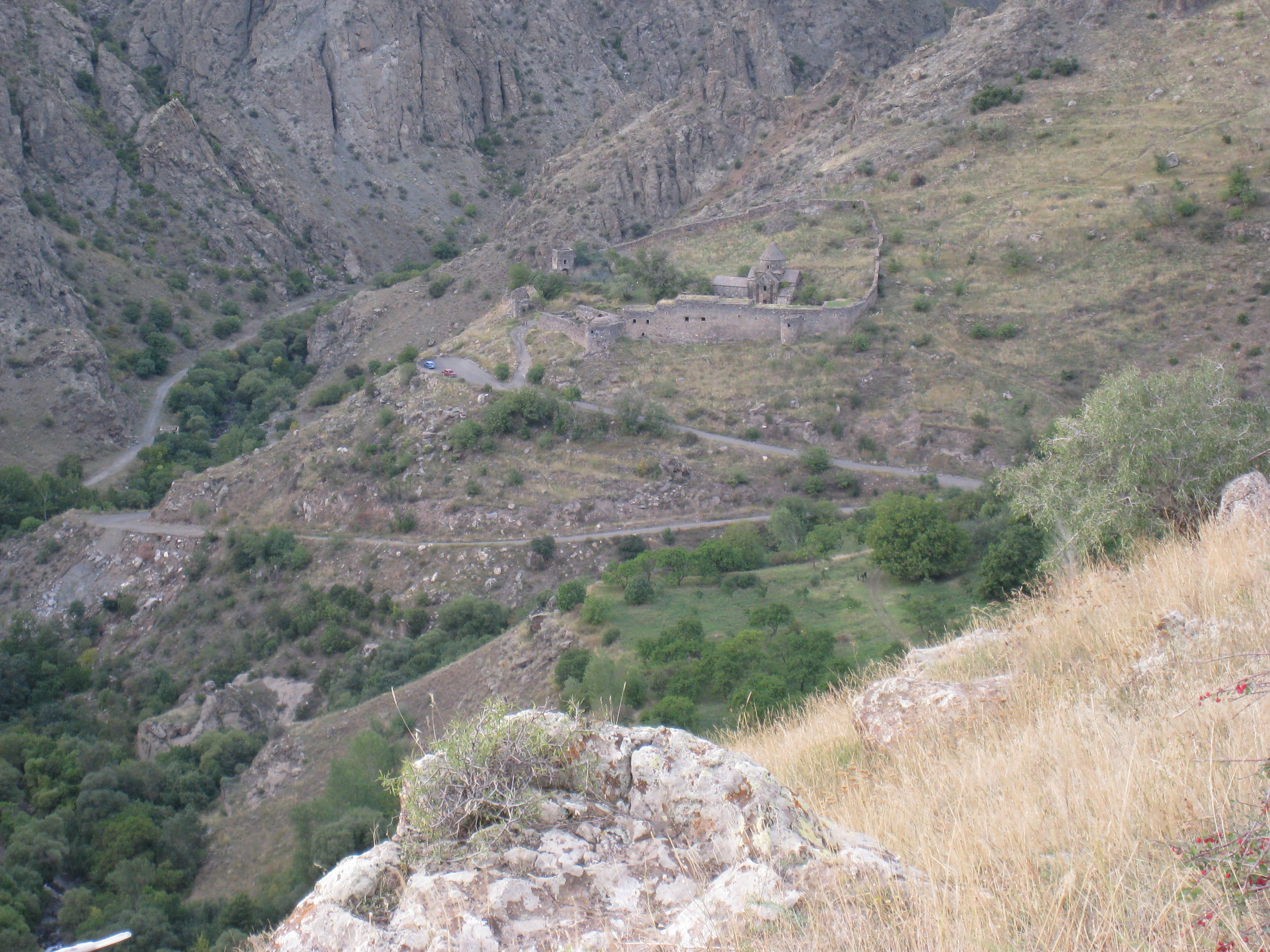
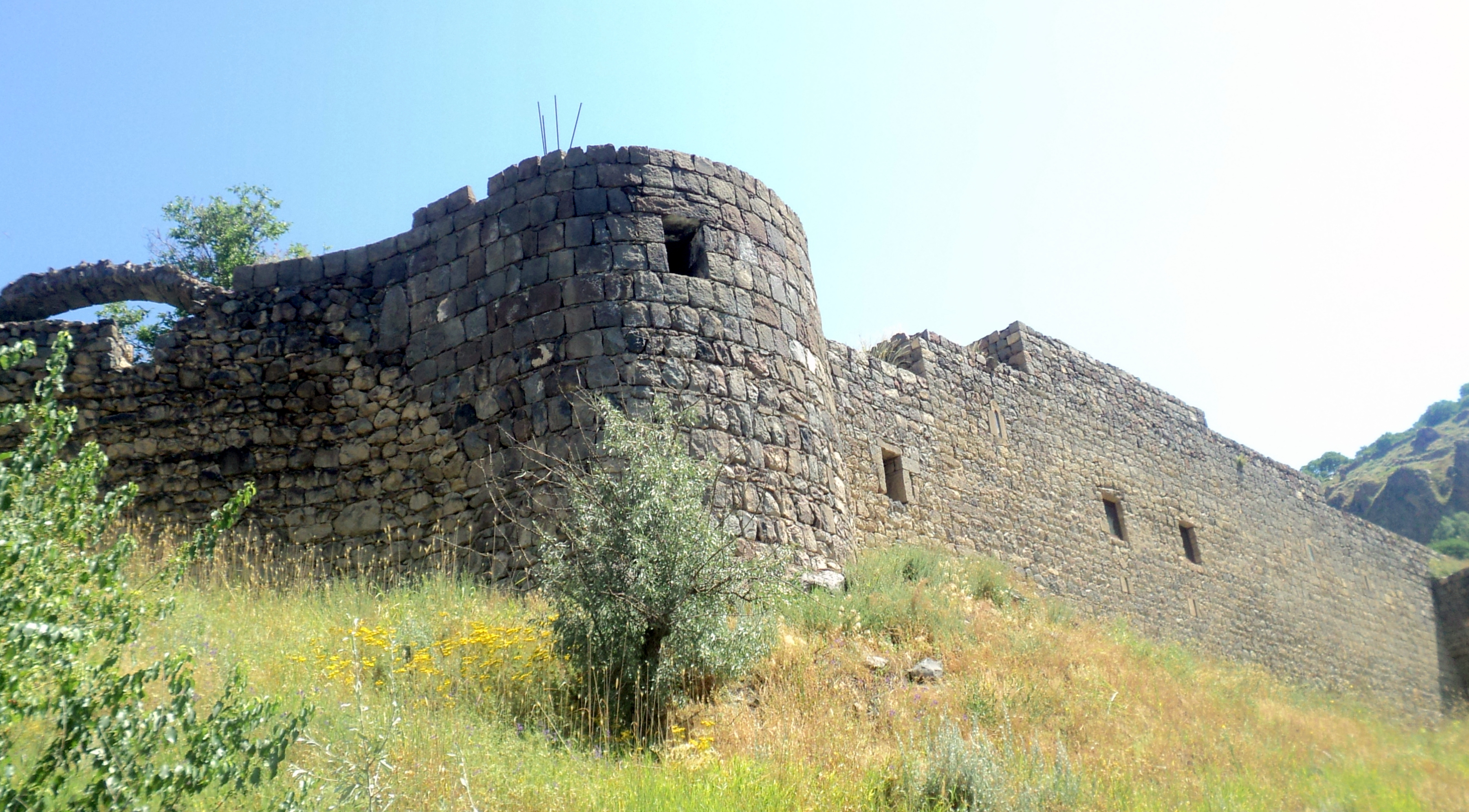
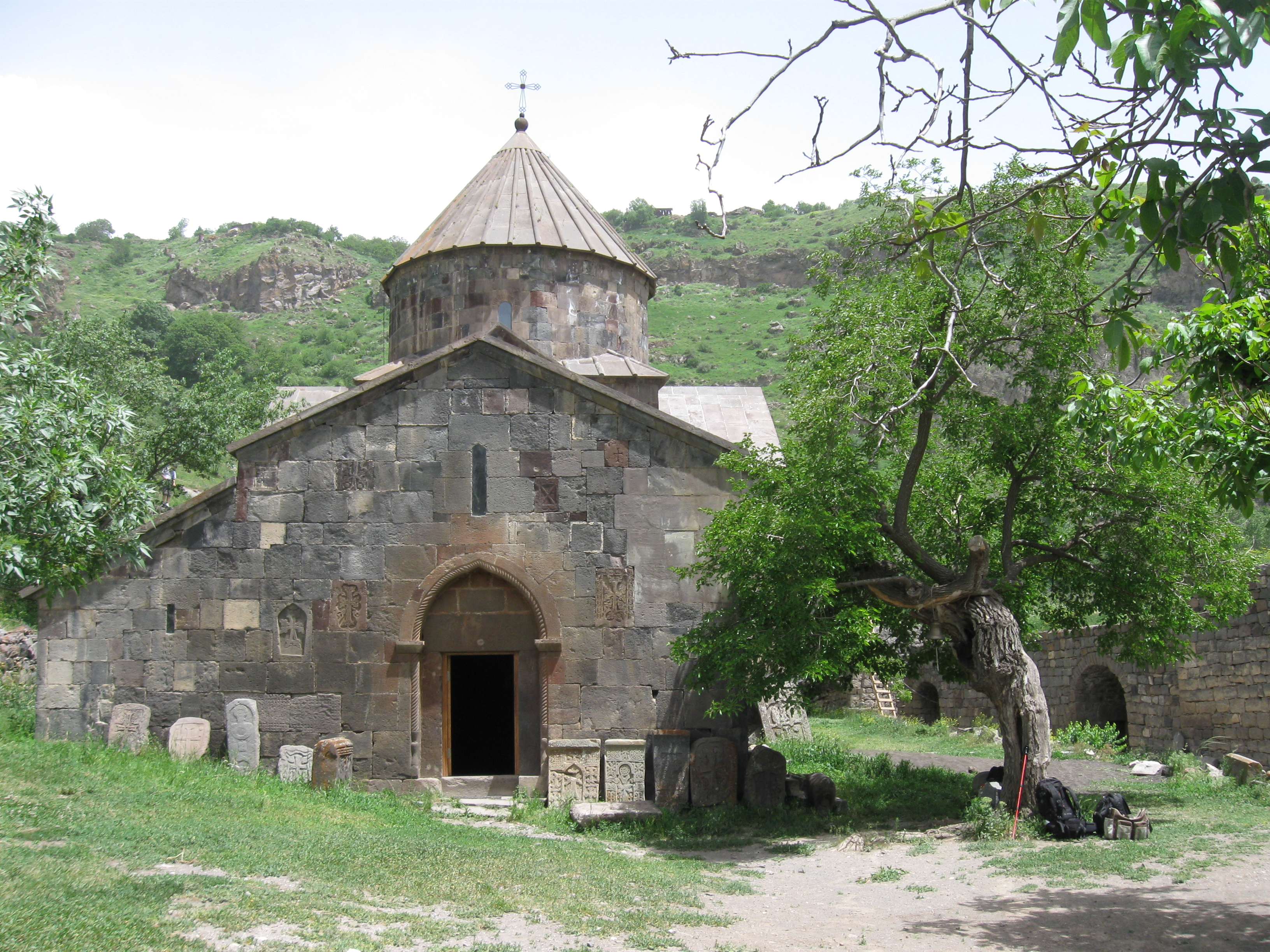
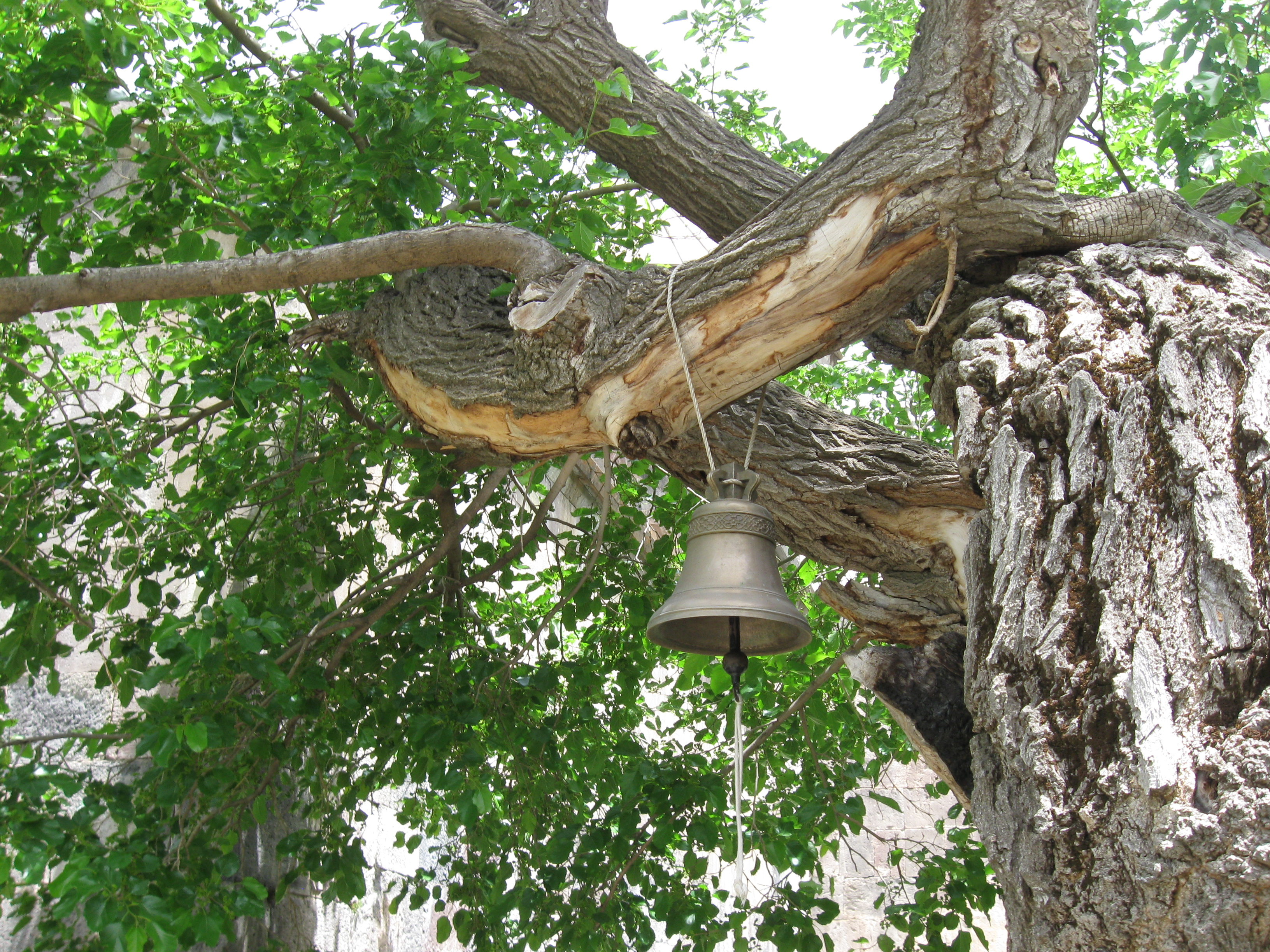
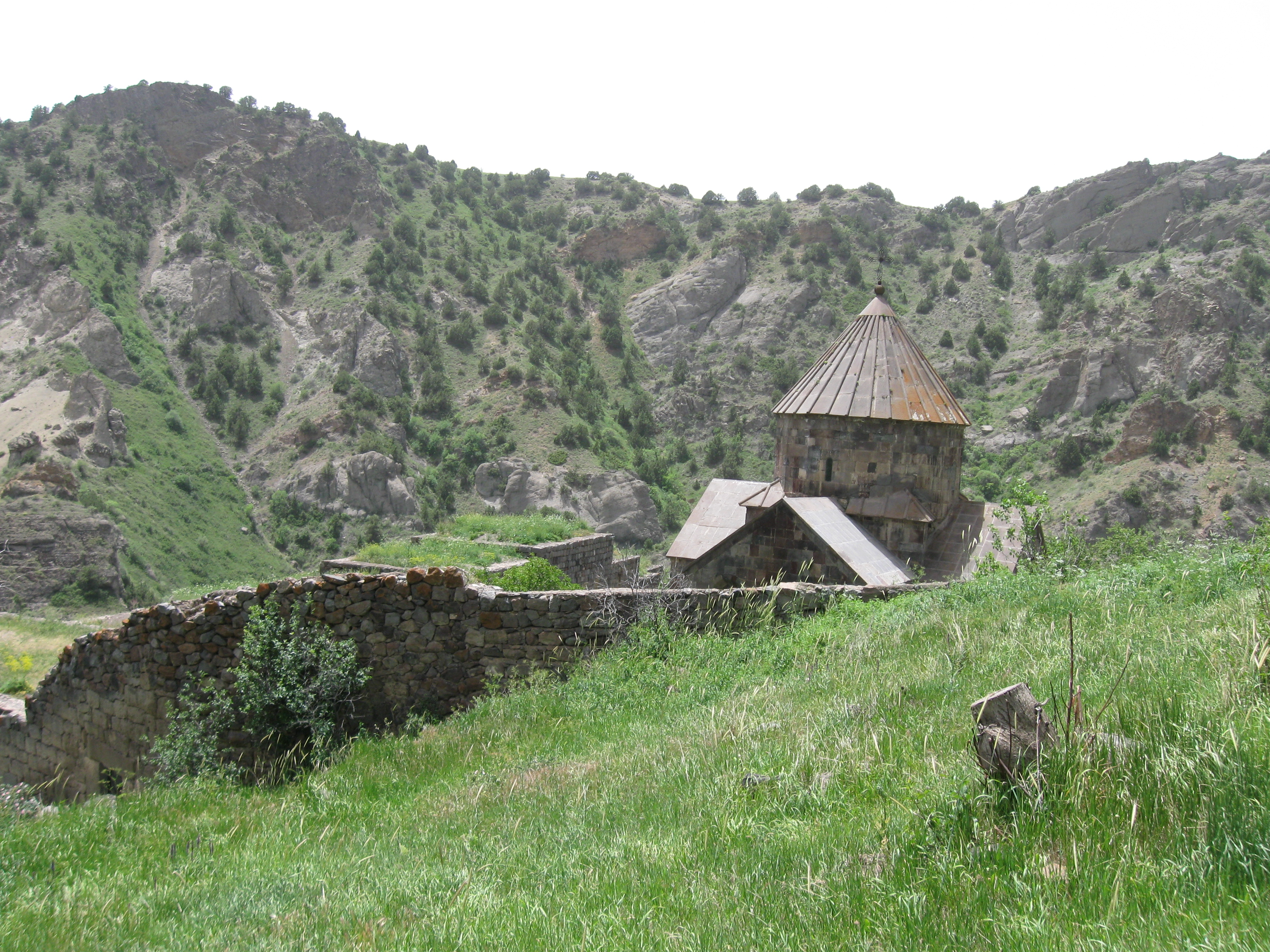
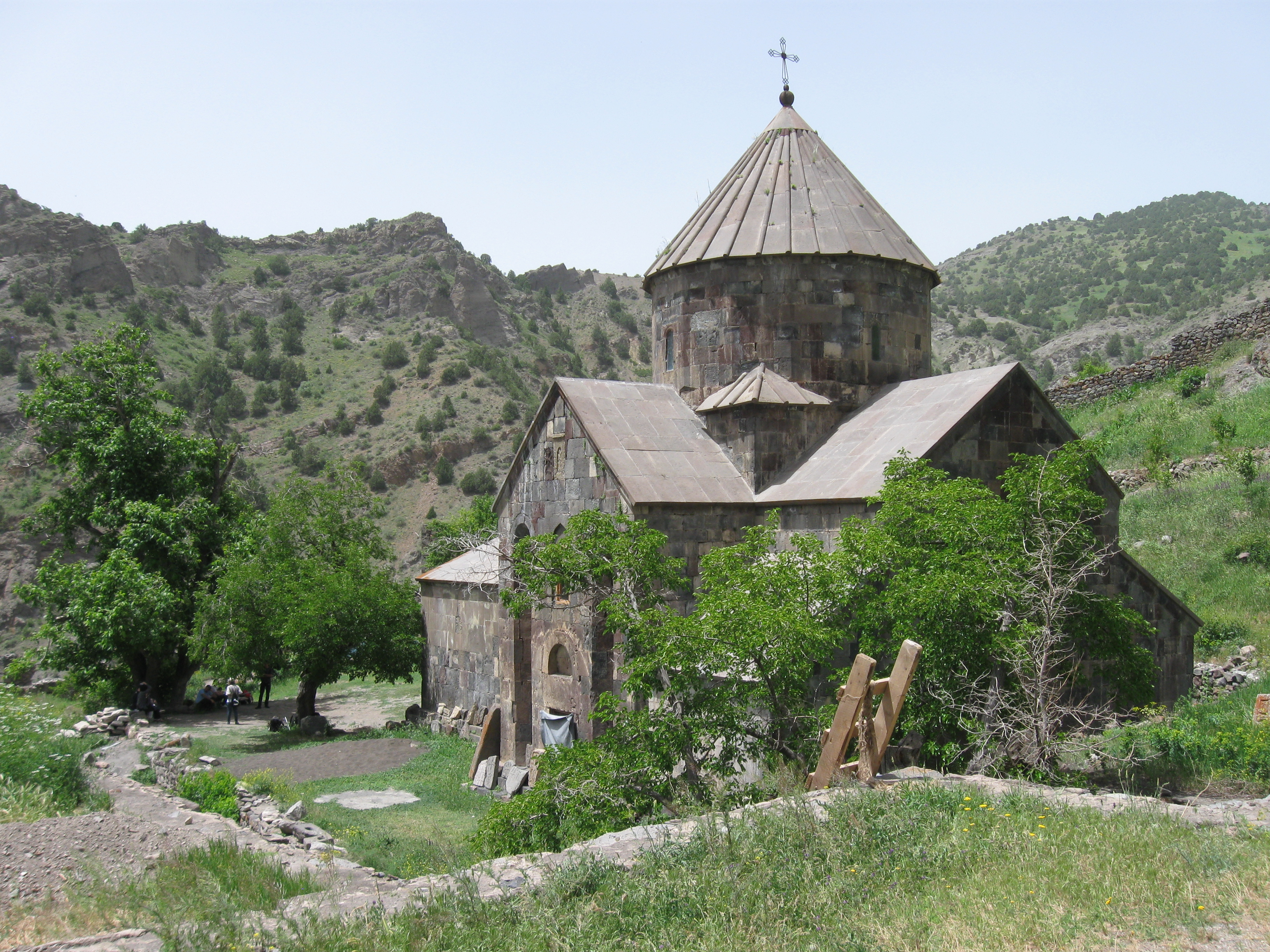